# 山名政豊
山名 政豊（やまな まさとよ）は、室町時代後期から戦国時代前期の武将、守護大名。山城・安芸・但馬・備後守護。応仁の乱の西軍総大将で知られる山名宗全の後継者。「政」の字は8代将軍足利義政より偏諱を賜ったものと思われる。

## 生涯
父は山名教豊、または祖父とされる山名宗全の子で教豊の養子ともされる（教豊は享徳3年（1454年）に宗全から家督を譲られて山名家当主となっていたが、応仁元年（1467年）9月に陣没し、宗全が当主として復帰している）。宗全との続柄は史料によって分かれていて、『続群書類従』・『寛政重修諸家譜』に記録されている系図では宗全の子で教豊の後を継いだと記されているが、『尊卑分脈』・『但馬村岡山名家譜』・『応仁記』では教豊の子としている。また、享徳3年に宗全が隠居、教豊が幕府に出仕した時に従った息子次郎が政豊に比定され、長禄2年（1458年）の幕府の記録にも次郎政豊の名が載っている。
応仁の乱が始まった応仁元年の御霊合戦で畠山義就に加勢、文明4年（1472年）8月に隠居した宗全から家督を継承、翌5年（1473年）に応仁の乱の最中に宗全が死去したため、文明6年（1474年）に東軍方の細川政元と和睦する。この際和睦に応じなかった畠山義就や大内政弘を攻撃している。また、文明2年（1470年）に摂津に在陣中に政弘の家臣仁保弘有と共に東軍の工作で寝返ったともいわれるが、この時内通したのは官位が同じ弾正少弼だった大内武治という人物で政豊とは別人である。
文明7年（1475年）に叔父（兄とも）の山名是豊と戦い西軍方として活動していた山内豊成が恩賞配分の不満から備後で反乱を起こしたため調停に努め、文明11年（1479年）閏9月から文明13年（1481年）にかけて赤松政則の支援で頻発した分家の領国の反乱鎮圧のため山陰地方に下向、因幡守護山名豊時と伯耆守護山名政之を助けて因幡国人毛利貞元と山名政実、山名元之を排斥、領国を安定させた。
嘉吉の乱で山名氏の守護領国となっていた播磨・備前・美作では、応仁の乱を期に回復した赤松政則が占拠している状況にあった。政豊は旧領回復のため、文明15年（1483年）に赤松家の内紛に乗じて播磨に出兵する。室町幕府は先に政豊が赤松政則の山名領国への干渉を排除することを認めていたものの、赤松領国への出兵は認めておらず、政豊はこれを禁じた将軍の御内書を破棄して命令を拒否したとされている（『蔭涼軒日録』長享元年9月4日条）。ただし、出兵したのが8月であるにも関わらず、12月まで戦闘が始まっていないことから、幕府の意向を受けて一旦は侵攻を躊躇したものの、一門や被官の声が大きく止められなかった可能性もある。特に赤松政則によって美作守護を追われた山名政理（石見守護兼任）が同盟関係にあった大内政弘の支援を引き出したことも山名側の勢いを強めたと考えられる。一方、幕府にも大きな影響力を与えていた細川政元は政豊の母方の従兄弟であることから中立的な態度を示した。
当初は真弓峠の戦いで大勝し、領国播磨から逃亡した赤松政則を廃するか否かを巡って赤松家中が内紛を起こし、更に幕府内部も大御所足利義政と将軍足利義尚の確執が深刻化して、山名氏優勢の状況がしばらく続いた。ところが、文明17年（1485年）閏3月に岡城（蔭木城）の攻防中に赤松政則の攻撃で守護代の垣屋宗続が討たれた蔭木城の戦い以降は劣勢となり、文明18年（1486年）に入ると山名領である備後の国衆（山内氏・和智氏・江田氏ら）が戦場を離脱して帰国、長享2年（1488年）には政則に敗れて（坂本の戦い）7月に但馬に撤退、播磨における影響力を失うに至った。
9代将軍足利義尚の六角高頼征伐（長享・延徳の乱）に際しては諸国の守護大名に出陣を命じられたが、山名政豊に対しては将軍の御内書を破って播磨に出陣した「御敵」であるとして参陣を拒絶した（『蔭涼軒日録』長享元年9月4日条）。このため、山名氏では嫡男の俊豊を近江に出陣させた。これは、足利義尚が父・義政や細川政元の影響力を抑えようとする中で、中立的な立場を取る彼らとは違う方針を示そうとしたこと、六角高頼の不法行為と同様に山名政豊の不法行為を糺されるべきであるという考えを持っていたからだと思われる。
しかし、播磨遠征の失敗で俊豊及び備後国人衆と対立、更に但馬本国の国人衆や一門の山名時豊もこれに乗る形で、政豊を退けて俊豊を擁立する動きが強まる。長享2年の政豊に播磨からの撤退やその後の俊豊の近江からの一時帰国もそれに対応したものであったと考えられる。足利義尚が最中に陣没すると、足利義材（義稙）が10代将軍に擁立されるが、義材は近江出兵の功績により、俊豊を山名氏の惣領と認めた。また、一門の有力者であった因幡守護山名豊時も俊豊を惣領と認めている。
これを知った政豊は激怒し、明応2年（1493年）に抗争が激化していく。しかし、同年に発生した明応の政変によって俊豊を取り立てた足利義材が失脚すると事態が変わり、11代将軍になった足利義高（義澄）と結んだ政豊は実力で俊豊を追放して致豊を後継者に定め、内乱を鎮めた。また、義高の後見人として権力者の座に就いた細川政元に対しても意見が言える立場であるとして、内外からの期待を受けていたようである。
明応8年（1499年）に死去。享年59。ただし、没年には文亀2年（1502年）1月説もある。以降山名氏は力を付けた守護代垣屋氏に押されるようになる。

## 人物
8代将軍足利義政の男色相手で信任は厚く、元服時に偏諱（「政」の字）を授かったほか、茶器「九十九髪茄子」を義政から譲り受けている。それを誇りとして九十九髪茄子を鎧につけ戦場に赴いていたために九十九髪茄子は傷がついたという。